# روبن لودرس
روبن لودرس (بالألمانية: Robin Lodders) مواليد 30 نوفمبر 1994، هو لاعب كرة سلة ألماني. بدأ مسيرته الاحترافية في سنة 2012. يلعب مع نادي فونباو لكرة السلة في الدوري الألماني لكرة السلة الدرجة الثانية كلاعب وسط. يحمل الرقم 17. يبلغ طوله 6 قدم 8 بوصة (2.0 م). لعب مع تليكوم باسكتس بون في الدوري الألماني لكرة السلة.

## روابط خارجية
- روبن لودرس على موقع الدوري الأوروبي لكرة السلة (الإنجليزية)
- روبن لودرس على موقع كرة السلة الأوروبية.كوم (الإنجليزية)
- روبن لودرس على موقع ريلجم (الإنجليزية)
- روبن لودرس على موقع بروبوليرز (الإنجليزية)